# Hôtel Raoul
Ne doit pas être confondu avec Hôtel Raoul de la Faye.
L’hôtel Raoul est un ancien hôtel particulier situé au no 6 de la rue Beautreillis, dans le quartier du Marais à Paris.

## Histoire

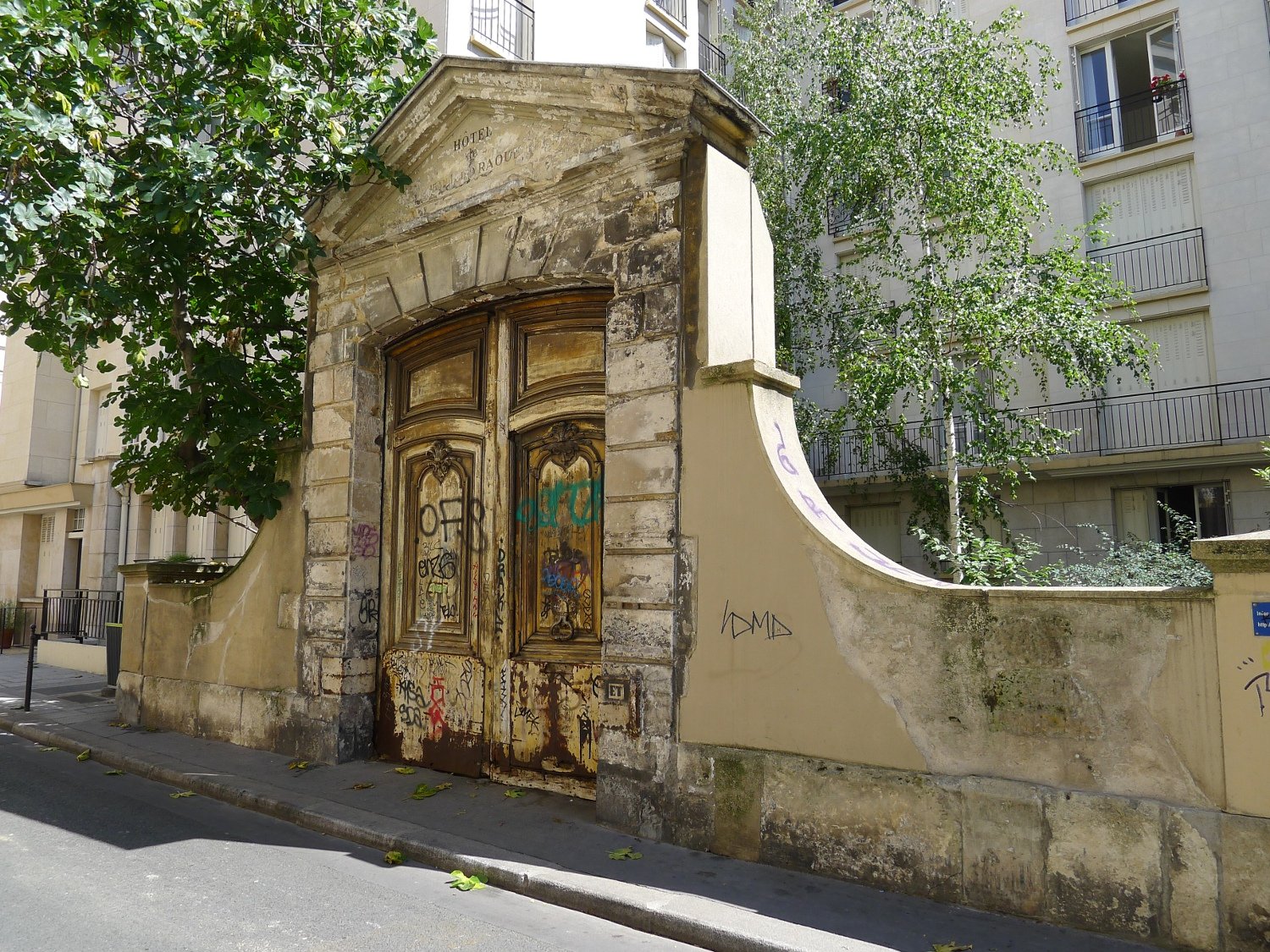
Portail de l'hôtel (2011).

Cet hôtel, dont ne subsistent que le portail, une ancienne horloge et quelques garde-corps en fer forgé, a été construit par Paul Ardier, un officier de finance d’Henri IV en 1604. Il était un des tout premiers hôtels « entre cour et jardin » à être construit sur ce modèle que l’on retrouve à l’hôtel de Sully. Au gré des successions il reste la propriété des descendants jusqu’à la Révolution où il est « partagé avec la Nation ».
En 1810, Jean-Louis Raoul (1751-1844), un fabricant de limes d’une qualité exceptionnelle, originaire de l’Aveyron, achète l’hôtel aux aristocrates ruinés descendant du constructeur. C’est alors qu’il prend son nom actuel. L’hôtel Raoul reste dans la famille des descendants de l’industriel, mais perd progressivement son lustre d’antan.
Il est démoli au début des années 1960, juste avant la loi Malraux de protection du Marais ; il est donc un des tout derniers hôtels particuliers à avoir subi ce sort.
Un autre vestige de l’hôtel Raoul subsiste, L’Allégorie de la Source, une statue en terre cuite réalisée en 1837, œuvre de Jean-François Étienne Gossin (1799-1867), qui ornait le centre du bassin dans le jardin de l’hôtel qui s’étendait vers la rue du Petit-Musc. Lors de la démolition de l’hôtel, Roxane Debuisson, collectionneuse de mobilier urbain et d'enseignes parisiens anciens, principalement du Marais, sauve cette statue et l'installe dans son appartement. L'œuvre réapparaît le 18 mars 2019, au cours de la vente après décès de Madame Debuisson, « Paris mon amour, 8e édition », dirigée par la maison de vente Lucien Paris. Le 29 février 2020, grâce au don réalisé par l'adjudicataire, la sculpture retrouve l'emplacement de l'hôtel Raoul, dans le hall d'entrée de l'immeuble construit à son emplacement.

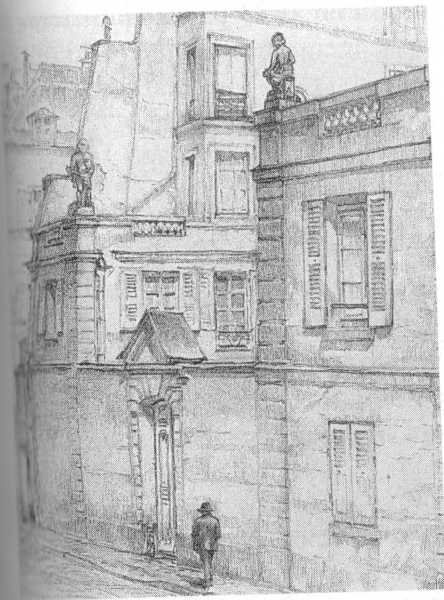
Hôtel Raoul au XIXe siècle.
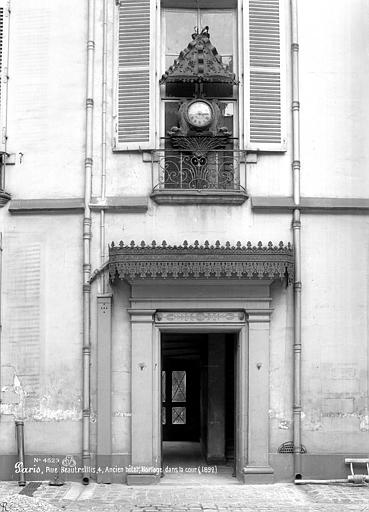
Vue de l'hôtel en 1892.
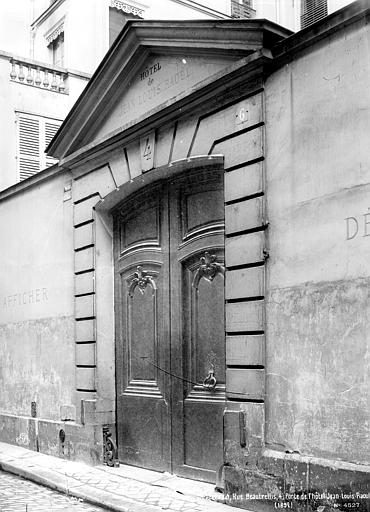
Entrée de l'hôtel en 1892.
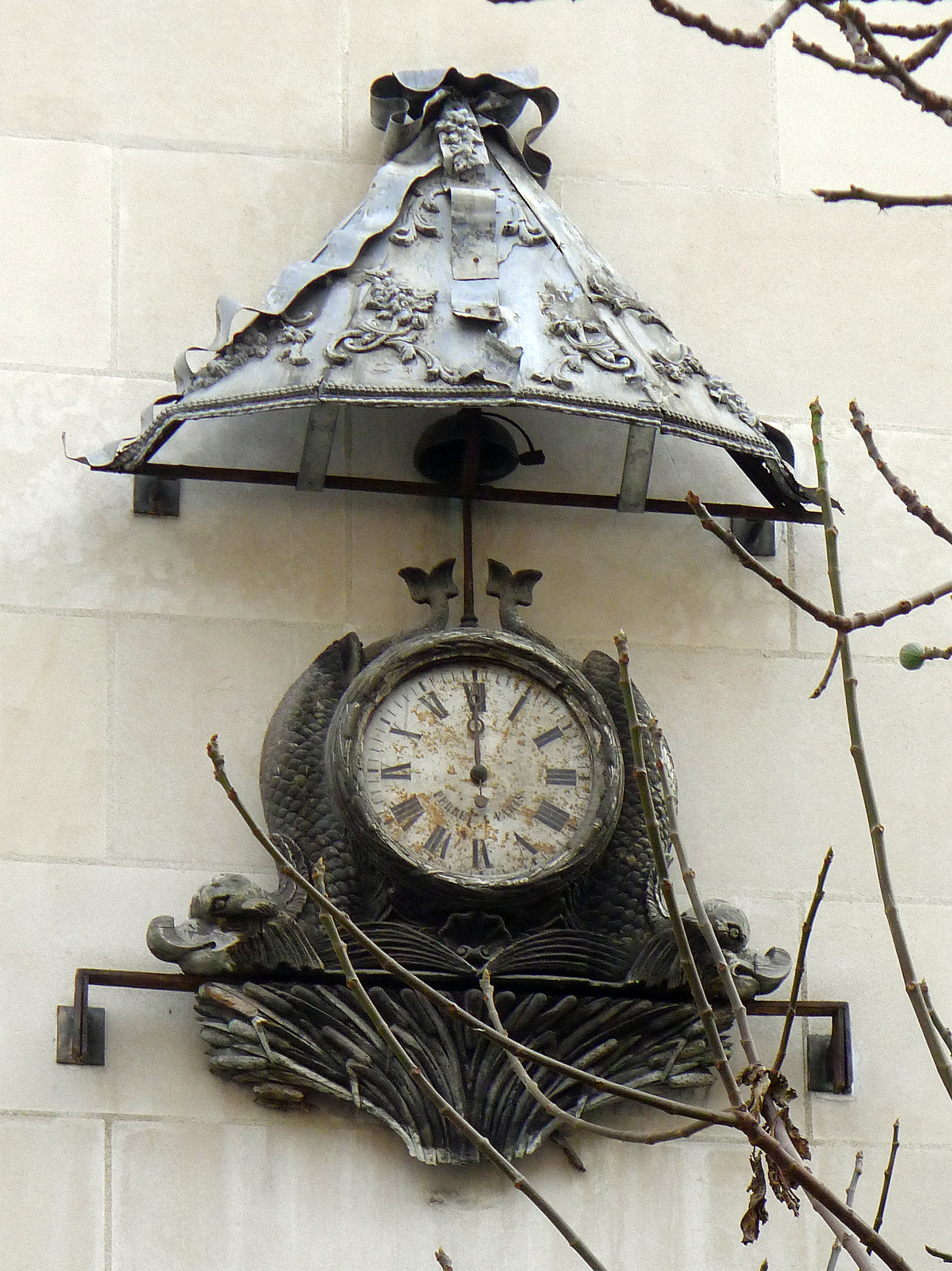
Ancienne horloge de l'hôtel conservée sur la façade de l'immeuble moderne du no 6.